# 堺市駅
堺市駅（さかいしえき）は、大阪府堺市堺区東雲西町一丁にある、西日本旅客鉄道（JR西日本）阪和線の駅である。駅番号はJR-R28。

## 概要
JRにおける堺市の中心駅で、特急列車を除くすべての種別の列車が停車する。
かつては時刻表では堺市の代表駅として記載されていた。現在代表駅と記載されているのは、実質的な中心駅である南海高野線の堺東駅と南海本線の堺駅である。
ただし、当駅に停車する関空・紀州路快速系統の列車は大阪駅（梅田地区）と直結していてそこではJR京都線・神戸線・宝塚線や北陸・山陰方面への特急列車とも接続しているため梅田地区へのアクセスや遠距離乗車は堺駅や堺東駅よりも当駅の方が便利である。
全国の「〜市駅」と呼称される駅の中で政令指定都市にある駅は堺市駅が唯一である。

## 歴史
1929年（昭和4年）7月に天王寺駅 - 和泉府中駅間が開業したが、当駅は設置されなかった。その後、大日本帝国陸軍の衛戍地が南河内郡金岡村大字長曽根（現在の堺市北区長曽根町）に置かれることとなり、1932年（昭和7年）2月に当駅が新設された。
衛戍地には同年3月に第4師団 騎兵第4連隊が大阪市東区山小橋町（現在の中央区真田山町）より移転、1934年（昭和9年）3月に輜重兵第4大隊が大阪市東区法円坂町（現在の中央区大手前四丁目）より移転し、同年4月には大阪衛戍病院金岡分院も開院した。
堺駅・堺東駅のように、開業当初から堺市街の西玄関・東玄関を担う駅ではなく、当駅は衛戍地への便宜を図って開業した駅だが、戦後の宅地造成、とりわけ金岡団地・新金岡団地の建設以降に利用者が急増し、優等列車停車駅に昇格した。

### 年表
- 1932年（昭和7年）
  - 1月7日：阪和電気鉄道が杉本町駅 - 仁徳御陵前停留場（現在の百舌鳥駅）間に駅新設届提出[1]
  - 2月2日：堺市停留場として開業[1]。
  - 月日不明：阪和堺停留場（はんわさかいていりゅうじょう）に改称[2]。
- 1935年（昭和10年）3月29日：ダイヤ改正で準急停車駅になる[3]。
- 1940年（昭和15年）
  - 上半期：裏口駅舎新設、ホーム延長[4]。
  - 8月8日：準急が廃止される[5]。
  - 12月1日：阪和電気鉄道が南海鉄道に吸収合併され[6]、同社山手線の停留場となる。
- 1941年（昭和16年）8月1日：堺金岡停留場（さかいかなおかていりゅうじょう）に改称[7]。
- 1944年（昭和19年）5月1日：戦時買収により国有化され、運輸通信省（国鉄）阪和線の駅となる[6]。同時に駅に昇格の上、金岡駅（かなおかえき）に改称。
- 1952年（昭和27年）9月1日：ダイヤ改正で急行停車駅になる。
- 1958年（昭和33年）10月1日：阪和電気鉄道以来の種別である特急が「快速」、急行と準急が「直行」に改称される。快速は朝夕ラッシュ時のみ、直行は全列車が停車。
- 1965年（昭和40年）3月1日：堺市駅に改称し堺市の代表駅となる。同日から運転を開始した特急「あすか」が停車するようになる[注 1]。
- 1967年（昭和42年）9月30日：「あすか」廃止。
- 1968年（昭和43年）10月1日：直行が「区間快速」に改称（全列車停車、快速は朝夕ラッシュ時のみ停車）。
- 1972年（昭和47年）3月15日：すべての快速が停車するようになる。
- 1983年（昭和58年）3月24日：橋上駅となる[9]。
- 1987年（昭和62年）4月1日：国鉄分割民営化により、西日本旅客鉄道（JR西日本）の駅となる[6]。
- 1993年（平成5年）7月1日：阪和線運行管理システム（初代）導入。
- 1998年（平成10年）5月30日：自動改札機を設置し、供用開始[10]。
- 1999年（平成11年）：ベルマージュ堺の開業に伴い、駅西口と繋がるペデストリアンデッキを設置。
- 2003年（平成15年）11月1日：ICカード「ICOCA」の利用が可能となる[11]。駅西側に複合ビル「JR堺市駅NKビル」開業。
- 2013年（平成25年）9月28日：阪和線運行管理システムを2代目のものに更新。
- 2015年（平成27年）7月1日：改札外の東側（北区方面）にエレベーターが完成する。
- 2018年（平成30年）3月17日：駅ナンバリングが導入され、使用を開始。
- 2025年（令和7年）
  - 1月31日：みどりの窓口の営業を終了[12]。
  - 2月1日：みどりの券売機プラスを導入[12]。

## 駅構造
- JR堺市駅（撮影 2024年）
- プラットホーム（撮影 2025年）
- 堺市駅とベルマージュ堺を結ぶペデストリアンデッキ

相対式ホーム2面2線を持つ地上駅で、有効長は8両編成分。そのため隣の三国ケ丘駅同様特急や快速の通過・接続待ちができない。また、橋上駅舎を有する。分岐器のない棒線駅の構造であるが、踏切長時間鳴動対策のために駅前後の信号機が絶対信号機に変更されたため、停留所ではない。改札口は1ヶ所のみ。
バリアフリーの対応としては上下ホームにエレベーターがそれぞれ1つずつ設置されている。エスカレーターはない。車椅子利用者のために上下ホームにそれぞれ1つずつスロープが設けられておりインターホンで駅員を呼び出して出入りができたが、下りホーム側のスロープは改札外のエレベータが完成後に使用不可となっている。
駅改札口階は2階にあり、改札外の東側の北区方面はエレベーターが設置されている。西側堺区方面の改札近くにはエレベーターは設置されていないが、ペデストリアンデッキによってバスターミナル向かい側のベルマージュ堺の2階フロア、および駅舎横のJR堺市駅NKビルの3階フロアと直結しており、ベルマージュ堺またはJR堺市駅NKビルの営業時間内に限りエレベーターやエスカレーターを使用できる。
駅長が配置された直営駅であり、管理駅として鶴ケ丘駅 - 三国ケ丘駅間の各駅を管轄している。ICカード「ICOCA」を利用することができる（相互利用可能ICカードはICOCAの項を参照）。

### のりば
| のりば | 路線   | 方向 | 行先                     |
| ------ | ------ | ---- | ------------------------ |
| 1      | 阪和線 | 上り | 天王寺・大阪方面         |
| 2      | 阪和線 | 下り | 鳳・関西空港・和歌山方面 |

- 2013年9月に阪和線運行管理システムが更新されるまでは、発車標に発車時刻が表示されず、代わりに「先発」「次発」「次々発」と表示されていた。

## 利用状況
2023年（令和5年）度の1日平均乗車人員は11,575人である。阪和線・関西空港線の途中駅では三国ヶ丘駅・鳳駅・和泉府中駅に次ぐ第4位の利用者数である。
各年度の1日の平均乗車人員は以下の通りである。
| 年度               | 1日平均 乗車人員 | うち定期 | 定期率 | 出典          |
| ------------------ | ---------------- | -------- | ------ | ------------- |
| 1988年（昭和63年） | 14,706           | 9,120    | 62.0%  | [ 大阪府 1 ]  |
| 1989年（平成元年） | 14,225           | 8,783    | 61.7%  | [ 大阪府 1 ]  |
| 1990年（平成02年） | 14,379           | 8,688    | 60.4%  | [ 大阪府 2 ]  |
| 1991年（平成03年） | 14,277           | 8,677    | 60.8%  | [ 大阪府 3 ]  |
| 1992年（平成04年） | 14,023           | 8,494    | 60.6%  | [ 大阪府 4 ]  |
| 1993年（平成05年） | 13,936           | 8,262    | 59.3%  | [ 大阪府 5 ]  |
| 1994年（平成06年） | 13,730           | 8,133    | 59.2%  | [ 大阪府 6 ]  |
| 1995年（平成07年） | 13,878           | 8,111    | 58.4%  | [ 大阪府 7 ]  |
| 1996年（平成08年） | 14,096           | 8,043    | 57.1%  | [ 大阪府 8 ]  |
| 1997年（平成09年） | 13,863           | 7,898    | 57.0%  | [ 大阪府 9 ]  |
| 1998年（平成10年） | 11,927           | 7,751    | 65.0%  | [ 大阪府 10 ] |
| 1999年（平成11年） | 12,225           | 7,801    | 63.8%  | [ 大阪府 11 ] |
| 2000年（平成12年） | 12,035           | 7,642    | 63.5%  | [ 大阪府 12 ] |
| 2001年（平成13年） | 12,032           | 7,588    | 63.1%  | [ 大阪府 13 ] |
| 2002年（平成14年） | 11,757           | 7,464    | 63.5%  | [ 大阪府 14 ] |
| 2003年（平成15年） | 11,844           | 7,525    | 63.5%  | [ 大阪府 15 ] |
| 2004年（平成16年） | 11,820           | 7,608    | 64.4%  | [ 大阪府 16 ] |
| 2005年（平成17年） | 11,730           | 7,628    | 65.0%  | [ 大阪府 17 ] |
| 2006年（平成18年） | 11,805           | 7,680    | 65.1%  | [ 大阪府 18 ] |
| 2007年（平成19年） | 11,836           | 7,760    | 65.6%  | [ 大阪府 19 ] |
| 2008年（平成20年） | 11,837           | 7,776    | 65.7%  | [ 大阪府 20 ] |
| 2009年（平成21年） | 11,728           | 7,782    | 66.4%  | [ 大阪府 21 ] |
| 2010年（平成22年） | 11,763           | 7,849    | 66.7%  | [ 大阪府 22 ] |
| 2011年（平成23年） | 11,849           | 7,955    | 67.1%  | [ 大阪府 23 ] |
| 2012年（平成24年） | 11,851           | 7,972    | 67.3%  | [ 大阪府 24 ] |
| 2013年（平成25年） | 11,978           | 8,065    | 67.3%  | [ 大阪府 25 ] |
| 2014年（平成26年） | 11,945           | 8,112    | 67.9%  | [ 大阪府 26 ] |
| 2015年（平成27年） | 12,160           | 8,220    | 67.6%  | [ 大阪府 27 ] |
| 2016年（平成28年） | 12,120           | 8,204    | 67.7%  | [ 大阪府 28 ] |
| 2017年（平成29年） | 12,057           | 8,134    | 67.5%  | [ 大阪府 29 ] |
| 2018年（平成30年） | 12,019           | 8,125    | 67.6%  | [ 大阪府 30 ] |
| 2019年（令和元年） | 12,047           | 8,171    | 67.8%  | [ 大阪府 31 ] |
| 2020年（令和02年） | 9,882            | 7,150    | 72.4%  | [ 大阪府 32 ] |
| 2021年（令和03年） | 10,223           | 7,294    | 71.3%  | [ 大阪府 33 ] |
| 2022年（令和04年） | 11,101           | 7,594    | 68.4%  | [ 大阪府 34 ] |
| 2023年（令和05年） | 11,575           | 7,837    | 67.7%  | [ 大阪府 35 ] |

乗者数グラフ

## 駅周辺
駅南側を長尾街道が東西に伸びる。
かつて大日本帝国陸軍の衛戍地が置かれていた駅東側は、衛戍地の西に金岡団地、東に新金岡団地がそれぞれ戦後に造成されて人口が急増した。衛戍地の跡地は近畿管区警察学校、国立病院機構近畿中央呼吸器センター、金岡公園、大阪ろうさい病院、堺市立長尾中学校などに転用されている。長尾街道沿いの商店街には、当駅西方に鎮座し、堺の語源を象徴する方違神社をイメージしたアーチが設けられている。
堺市街側となる駅西側には大阪刑務所があり、昭和中期以降は駅前広場までその官舎がせり出していたが、1999年に建替えによって生じた余地がベルマージュ堺として再開発された。なお、長尾街道のバイパス道路（一部重複）となる堺大和高田線は、当駅付近で南へ迂回するため駅前には乗り入れていない。
駅名が一時期「金岡駅」だったため、駅周辺（特に旧金岡村にあたる駅南東側）には「金岡温泉」「堺金岡幼稚園」「金岡ブックセンター」など「金岡」を冠した店舗や施設が現在も残っている。駅前にある銀行も池田泉州銀行は「堺市駅前支店」（旧泉州銀行店舗）だが、りそな銀行は「金岡支店」である。1960年代には金岡劇場もあった。

### 公共施設
- 堺市立文化館
  - 堺アルフォンス・ミュシャ館
  - 与謝野晶子文芸館（2015年2月28日閉館。「さかい利晶の杜」に「与謝野晶子記念館」として移設）
- 堺市立中央図書館 堺市駅前分館
- 堺市立勤労者総合福祉センター（サンスクエア堺）
- 堺市動物指導センター
- 堺市立斎場
- 大阪刑務所
- 西日本成人矯正医療センター

### 商業施設
- ベルマージュ堺
  - イズミヤ阪和堺店
  - ザ・ダイソー ベルマージュ堺店
- スーパーはやし堺市駅前店
- 業務スーパーJR堺市駅店
- JR堺市駅NKビル

### 医療施設
- 国立病院機構近畿中央呼吸器センター（旧：国立病院機構近畿中央胸部疾患センター ← 国立療養所近畿中央病院）

### 学校
- 大阪健康福祉短期大学
- 堺市立長尾中学校
- 堺市立三国丘中学校
- 堺市立浅香山中学校
- 堺市立東三国丘小学校
- 堺市立三国丘小学校
- 近畿管区警察学校

### その他
- 東雲公園
  - 東雲墓地
- 方違神社
- 紅谷庵
- 金岡団地
- 矯正協会常設展示場（CAPIC大阪）
- 堺中央メモリアルホール
- 日本郵便 堺東雲郵便局

## バス路線
駅西口のバスロータリーに南海バスが乗り入れる。路線バスの停留所名は「阪和堺市駅前」。
堺大和高田線を走るバスは東西両方向行とも一旦駅前のロータリーに入ってから目的地に向かっている。
| のりば | 停留所名       | 系統・行先                   | 備考                                                               |
| ------ | -------------- | ---------------------------- | ------------------------------------------------------------------ |
| 1      | 堺匠町線       | 81系統：匠町                 | 平日午前中のみ                                                     |
| 1      | 堺匠町線       | 81L系統：海浜匠町            |                                                                    |
| 1      | 堺匠町線       | 84系統：匠町                 | 堺東駅前は経由しない。平日朝のみ                                   |
| 1      | 堺匠町線       | 84L系統：海浜匠町            | 堺東駅前は経由しない                                               |
| 1      | 堺匠町線       | 86系統：匠町                 | 堺東駅前・堺駅西口は経由しない。朝のみ                             |
| 1      | 堺匠町線       | 86L系統：海浜匠町            | 堺東駅前・堺駅西口は経由しない。土休日1本のみ                      |
| 1      | 野遠北野田線   | 37・37V・38V系統：堺駅南口   | 近畿中央呼吸器センター前・労災病院前の経由の有無により系統が異なる |
| 2      | 布忍線         | 23・25系統：河内松原駅前     |                                                                    |
| 2      | 布忍線         | 25C系統：南花田町            | 最終便                                                             |
| 3      | 急行海浜匠町線 | 53系統：海浜匠町（急行）     | 平日午前中のみ。ノンストップ                                       |
| 3      | 北花田線       | 30系統：地下鉄北花田駅前方面 | 右回りと左回りがある                                               |
| 4      | 布忍線         | 23系統：堺駅前               |                                                                    |
| 4      | 布忍線         | 25・25C系統：堺東駅前        |                                                                    |
| 4      | 新金岡団地線   | 32系統：堺東駅前             | 片道のみの路線（経由地は25系統などと同様）                         |

### 高速バス
南海バスと越後交通の共管。停留所名は「JR堺市駅前」。
- 柏崎・長岡線：越後交通三条営業所

## 隣の駅
西日本旅客鉄道（JR西日本）
 阪和線
■関空快速・■紀州路快速・■快速・■直通快速・■区間快速
天王寺駅 (JR-R20) - 堺市駅 (JR-R28) - 三国ケ丘駅 (JR-R29)
■普通
浅香駅 (JR-R27) - 堺市駅 (JR-R28) - 三国ケ丘駅 (JR-R29)

### 記事本文